# USS Stribling (DD-96)
USS Stribling (DD-96) là một tàu khu trục thuộc lớp Wickes của Hải quân Hoa Kỳ trong giai đoạn Chiến tranh Thế giới thứ nhất. Nó là chiếc tàu chiến đầu tiên của Hải quân Hoa Kỳ được đặt tên theo Chuẩn đô đốc Cornelius Stribling (1796-1880).

## Thiết kế và chế tạo
Stribling được đặt lườn vào ngày 14 tháng 12 năm 1917 tại xưởng tàu Fore River của hãng Bethlehem Shipbuilding Corporation ở Quincy, Massachusetts. Nó được hạ thủy vào ngày 29 tháng 5 năm 1918, được đỡ đầu bởi Cô Mary Calvert Stribling, và được đưa ra hoạt động tại xưởng hải quân Boston vào ngày 16 tháng 8 năm 1918 dưới quyền chỉ huy của Hạm trưởng, Thiếu tá Hải quân Thomas E. Van Metre.

## Lịch sử hoạt động
Vào ngày 31 tháng 8 năm 1918, Stribling khởi hành từ New York để hộ tống một đoàn tàu vận tải vượt  Đại Tây Dương. Tuy nhiên, trục trặc máy móc buộc nó phải quay lại New York vào ngày hôm sau. Sau gần ba tuần ở lại cảng, nó lại lên đường vào ngày 18 tháng 9, lần này hộ tống một đoàn tàu vận tải hướng đến Gibraltar. Nó được tiếp nhiên liệu tại Ponta Delgada thuộc quần đảo Azores và đi đến Gibraltar vào đầu tháng 10. Từ đây, nó lên đường cùng một đoàn tàu vận tải đi Marseilles vào ngày 10 tháng 10. Trong tháng tiếp theo, nó thực hiện nhiều chuyến đi lại giữa Gibraltar và Marseilles cùng các đoàn tàu vận tải Đồng Minh.
Sau ngày Đình chiến, nó lên đường đi Venice, Ý để khảo sát các điều kiện sau đình chiến tại đây và tại nhiều cảng khác của Ý dọc theo bờ biển Adriatic và tại Dalmatia. Sau khi hoàn tất nhiệm vụ, nó lên đường quay trở về nhà, về đến Hoa Kỳ vào tháng 7 năm 1919. Stribling đi vào Xưởng hải quân Portsmouth để đại tu và sửa chữa trước khi được đưa về biên chế giảm thiểu tại Philadelphia. Tại đây, nó được cải biến thành một tàu rải mìn, và đến ngày 17 tháng 7 năm 1920 được xếp lại lớp với ký hiệu lườn DM-1.
Vào tháng 9 năm 1921, nó rời Philadelphia đi sang vùng bờ Tây Hoa Kỳ, rồi tiếp tục đi đến Trân Châu Cảng, Hawaii. Sau một loạt các cuộc cơ động tại khu vực quần đảo này, Stribling được cho xuất biên chế vào ngày 26 tháng 6 năm 1922. Đến ngày 1 tháng 12 năm 1936, tên nó được rút khỏi danh sách Đăng bạ Hải quân, và trong tháng tiếp theo, nó được kéo đến San Pedro, California, nơi nó bị đánh đắm như một mục tiêu.